# Powiat Nordfriesland
Powiat Nordfriesland (niem. Kreis Nordfriesland; dolnoniem. Noordfreesland; północnofryz. Nordfraschlönj, Nordfriislon, Nuurdfriisklun; duń. Nordfrisland) – powiat w niemieckim kraju związkowym Szlezwik-Holsztyn. Siedzibą powiatu jest miasto Husum. Najbardziej na północ położony powiat Niemiec.

## Podział administracyjny
W skład powiatu Nordfriesland wchodzi:
- siedem gmin miejskich
- dwie gminy (niem. amtsfreie Gemeinde)

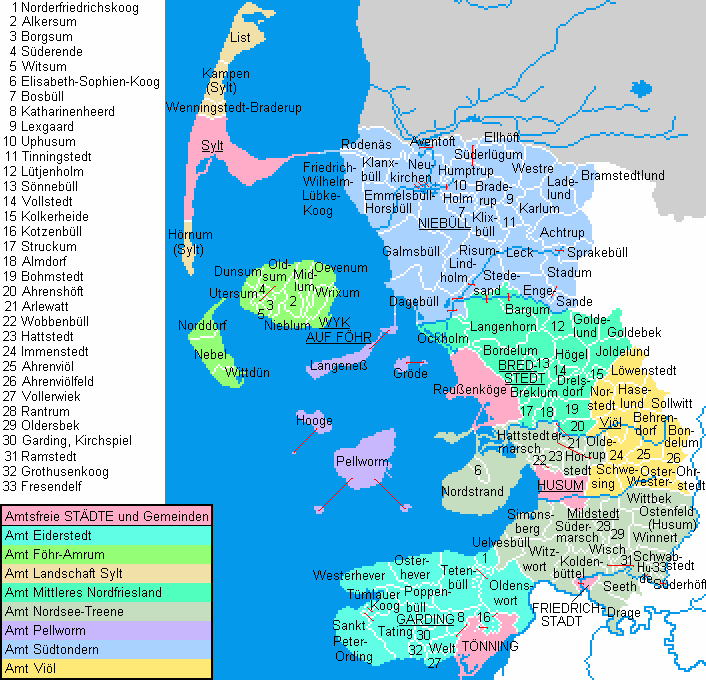
Powiat Nordfriesland z zaznaczonym podziałem na gminy

- osiem urzędów (niem. Amt)

Gminy miejskie:
| Lp. | Nazwa gminy    | Ludność (31.12.2013) | Powierzchnia km² |
| --- | -------------- | -------------------- | ---------------- |
| 1   | Bredstedt      | 5.115                | 9,75             |
| 2   | Friedrichstadt | 2.485                | 4,03             |
| 3   | Garding        | 2.536                | 3,06             |
| 4   | Husum          | 22.053               | 25,82            |
| 5   | Niebüll        | 9.715                | 30,63            |
| 6   | Tönning        | 4.887                | 44,41            |
| 7   | Wyk auf Föhr   | 4.263                | 8,00             |

Gminy:
| Lp. | Nazwa gminy | Ludność (31.12.2013) | Powierzchnia km² |
| --- | ----------- | -------------------- | ---------------- |
| 1   | Reußenköge  | 335                  | 45,91            |
| 2   | Sylt        | 13.424               | 57,81            |

Urzędy:
| Lp. | Nazwa urzędu            | Ludność (31.12.2013) | Powierzchnia km² | Liczba gmin |
| --- | ----------------------- | -------------------- | ---------------- | ----------- |
| 1   | Eiderstedt              | 11.004               | 248,97           | 16          |
| 2   | Föhr-Amrum              | 10.607               | 103,30           | 15          |
| 3   | Landschaft Sylt         | 4.314                | 41,38            | 4           |
| 4   | Mittleres Nordfriesland | 20.180               | 273,19           | 19          |
| 5   | Nordsee-Treene          | 22.900               | 412,01           | 27          |
| 6   | Pellworm                | 1.407                | 57,31            | 4           |
| 7   | Südtondern              | 39.253               | 594,44           | 30          |
| 8   | Viöl                    | 9.074                | 177,75           | 13          |